# Zitlala
Zitlala es una población del estado mexicano de Guerrero, ubicado en la región de La Montaña y es cabecera del municipio del mismo nombre.

## Historia
El nombre Zitlala tiene origen náhuatl y viene de las palabras Citlalli ‘estrella’ y tla ‘lugar’, por lo que su significado en español es ‘Lugar de estrellas’.
En 1811 fue creada la provincia de Técpan, en donde Zitlala fue establecida desde entonces. Con la consumación de la independencia de México y el establecimiento de la monarquía, la creación de la capitanía general del sur con cabecera en Chilapa fue decretada por parte de Iturbide lo que conllevó a que Zitlala quedara dentro de su jurisdicción. En 1824, tras constituirse la República federada, el Ayuntamiento de Zitlala pasó a formar parte del estado de México y en 1836, de acuerdo con la división provisional centralista, Zitlala pertenecía al partido de Chilapa y al distrito con el mismo nombre. Al constituirse el Estado en 1850 y con el establecimiento de la primera división territorial de la segunda República federada, Zitlala fue reconocido como Ayuntamiento dentro del distrito de Chilapa. En 1910, los habitantes de Zitlala, se unieron a las filas zapatistas cuando comenzó el movimiento revolucionario en Guerrero. Zitlala se conforma por ser una alianza entre tres grupos distintos; al haber tres barrios cada uno con su propia capilla y sus propios santos que se unificaron con la finalidad de poder formar uno más grande.